# هارتسداون بارك
هارتسداون بارك (بالإنجليزية: Hartsdown Park)‏ هو ملعب كرة قدم في كنت بإنجلترا. اُفتُتح عام 1992 ، يتسع الملعب إلى 2100 متفرج.